# Bresiliennetaart
De bresiliennetaart is een zoet gebak dat zijn oorsprong lijkt te hebben in Wallonië in de jaren 70. Het bestaat uit een basis van gerezen deeg met een royale laag banketbakkersroom, bedekt met slagroom, en bestrooid met bresilienne (gekaramelliseerde en gemalen geroosterde hazelnoten en amandelen).
De bresiliennetaart verspreidde zich snel over heel België. Sinds de jaren 80 is het samen met de rijsttaart uitgegroeid tot een van de meest populaire taarten in België. Het is te vinden in de meeste banketbakkerwinkels en supermarkten in België.